# NIBObee
NIBObee ist ein Bausatz für einen gleichnamigen autonomen mobilen Roboter, der in C, C++, Java und Assembler programmierbar ist. Er wurde im Jahr 2009 speziell für den Einsatz im Ausbildungsbereich entwickelt.

## Aufbau
Zur Fortbewegung besitzt der Roboter zwei Räder. Jedes Rad hat einen Motor, ein Getriebe und einen Inkrementaldrehgeber um die Bewegung des Rads zu messen. Zudem ist der NIBObee durch zwei Fühler in der Lage, Hindernisse wie z. B. Wände zu erkennen. Zusätzlich kann der Roboter mit 3 Infrarotsensoren die Helligkeit des Untergrundes messen um so z. B. eine Linie zu verfolgen.
Zum Zusammenbau benötigt man außer dem Bausatz einen Lötkolben, Lötzinn und Batterien/Akkus.
Für Anfänger ist es vorteilhaft, dass keine oberflächenmontierten Bauteile (SMD), sondern nur bedrahtete Bauelemente zum Einsatz kommen. Die ICs sind zudem alle gesockelt.

## Programmierung
Als Prozessor verwendet der NIBObee einen Atmel-AVR-Mikrocontroller (im Standard-Lieferumfang einen ATmega16, durch entsprechende Erweiterungen bis zum ATmega1284), der sich über einen eingebauten USB-Anschluss programmieren lässt. Der USB-Anschluss wird von einem zweiten, fertig programmierten Controller bereitgestellt. Die Akkus können durch den USB-Anschluss auch geladen werden. Programme können in verschiedenen Sprachen geschrieben werden, darunter C, C++, Java und Assembler.
Frei verfügbar sind verschiedene fertige Programme zum Ausprobieren und Weiterschreiben, z. B. Programme zur Linienverfolgung, Hindernisausweichung sowie verschiedene Blink-Programme. Die Beispielprogramme sind für den AVR-GCC geschrieben. Es ist sogar möglich durch eine geschickte Programmierung mit den Antriebsmotoren Musik zu machen.

## Verwendung
Hauptsächlich wird der NIBObee in Bildungseinrichtungen verwendet, da sich mit ihm das Löten, der Zusammenbau sowie die hardwarenahe Programmierung leicht und spielerisch erlernen lassen. 

## Erweiterungen
Der Funktionsumfang des NIBObees lässt sich durch entsprechende Erweiterungskits der Firma nicai-systems erweitern. So lassen sich auf eine Erweiterungs-Platine LEDs für Lauflichter, ein erweitertes Hinderniserkennungssystem (über weiter IR-LEDs) oder auch ein über Infrarot funktionierendes Remote-System, mit dem sich der NIBObee per IR-Fernbedienungen steuern lässt, installieren. Aber auch ein Grafikdisplay oder ein Tuning-Kit, mit dem der NIBObee mehr Leistung erhält, und eine Bluetooth-Steuerung, die über eine entsprechende Android-App funktioniert, lassen sich erwerben.

## Features
- Hauptprozessor: 	ATmega16, 16 kByte Flash, 15 MHz
- Controller zur Programmierung über USB: 	ATtiny44, 4kByte Flash, 15MHz
- Sensoren: 	2 Fühler mit 4 Tastern
- Aktorik: 	2 Motoren mit 1:25 Übersetzung
- Odometrie: 	2 IR Sensoren für Drehzahl
- Linienfolgesensoren: 	3 Fototransistoren mit 2 IR-LEDs auf separater Platine

## Andere Bausatzroboter
- ASURO
- c’t-Bot